# Temné slunce
Temné slunce je film Otakara Vávry z roku 1980. Jde o volné zpracování románu Krakatit českého spisovatele, novináře a fotografa Karla Čapka. Film se volně inspiruje Čapkovým románem a přenáší jeho děj do 80. let 20. století. Příběh pojednává o vědci, který přišel na způsob využití prahmoty a čelí těm, kteří chtějí rozpoutat pomocí jeho vynálezu válku. 
Snímek bývá někdy považován za remake snímku Krakatit.

## Děj
Inženýr Prokop učiní zásadní objev – odhalí prahmotu, z níž dokáže vyrobit velmi silnou trhavinu, kterou nazve krakatit. Tento objev má potenciál uvolnit obrovskou destruktivní sílu. Při experimentu v jeho laboratoři však dojde k explozi a Prokop utrpí zranění. Poté, co havaruje autem, se ho ujme jeho bývalý spolužák Tomeš. V bytě Tomeše, kde se Prokop zotavuje, blouzní o svém objevu, ale neprozradí přesnou formuli výroby krakatitu. Tomeš, ambiciózní vědec, se snaží tento vzorec z Prokopa vylákat, ale neuspěje. Brzy poté je Tomeš odvolán telefonátem a tvrdí, že musí odjet za svým otcem do Týnice. Prokop dostane od cizí mladé ženy obálku pro Tomeše a rozhodne se ho následovat.
V Týnici však Prokop Tomeše nenajde a zkolabuje. Starý lékař, Tomešův otec, Prokopa léčí a během rekonvalescence se Prokop sblíží s jeho dcerou Anči. Když Prokop znovu nabude paměť a vzpomene si na krakatit, opustí Anči a vrací se ke svému objevu. Kontaktuje ho Carson, zástupce elitní skupiny zvané „Atlantik“, a snaží se získat krakatit pro své vlastní účely. Prokop je Carsona nedobrovolně unesen a přepraven na tajnou základnu Atlantiku, kde je představen členům elity. Mezi nimi je i krásná, ale bezcitná Kris, neteř vůdce Atlantiku. Ta Prokopa svede a snaží se ho manipulovat.
Na základně probíhají plány na použití krakatitu jako zbraně k masové destrukci. Prokop, znepokojen tím, že by jeho vynález mohl být zneužit k zabití milionů lidí, nakonec souhlasí s výrobou krakatitu, ale potají ho použije k zničení laboratoře. Při explozi uprchne s Kris, ale brzy ji opustí, když si uvědomí její chladnou povahu a nebezpečné ambice. Po útěku se Prokop zapojí do mírové demonstrace, je však zatčen. Z vězení ho zachrání velvyslanec Dai Mon, který ho přepraví na tajnou základnu v poušti.
Dai Mon má vlastní zájem na využití krakatitu. Pomocí gama laseru odpálí vzorek krakatitu a zničí tím celé město Southland. Prokop je otřesen, když se dozví, že podobný osud čeká i Grottup, kde Tomeš vyvíjí novou verzi krakatitu – neutronovou bombu, která zabíjí lidi, ale ponechává majetek nedotčený. Prokop se snaží Tomeše varovat, ale Tomeš arogantně odmítne jeho obavy. Nakonec dojde k obrovské explozi, která zničí celý Grottup.
Prokop přežije jen zázrakem. Když dorazí do blízké vesnice, kde lidé stále žijí v nevědomí o katastrofě, potká malé děvčátko, které čeká na návrat rodičů z noční směny v Grottupu. V této chvíli si Prokop naplno uvědomí hrůzu svého vynálezu, který se vymkl kontrole.